# 7991 Kaguyahime
7991 Kaguyahime este un asteroid din centura principală de asteroizi.

## Descriere
7991 Kaguyahime este un asteroid din centura principală de asteroizi. A fost descoperit pe 30 octombrie 1981 la Kiso de Hiroki Kosai și Kiichiro Hurukawa. Asteroidul prezintă o orbită caracterizată de o semiaxă mare de 3,14 ua, o excentricitate de 0,20 și o înclinație de 1,7° în raport cu ecliptica.